# 권성은
권성은(1974년 10월 25일 ~ )은 대한민국의 성우이다. 1992년 KBS에 입사했으며, 현재는 KBS 23기이다. 한국방송 성우극회 소속.

## 주요 출연작품

### 애니메이션
- 바질리스크 ~코우가인법첩~ (애니박스) - 아케기누
- 정령의 수호자 (애니박스) - 바르사

### 영화
- 폴리스 스토리 3 (SBS) - 외국인(킴 펜)

### 라디오 드라마
- KBS무대
- 김삿갓 방랑기
- KBS청소년극장
- 라디오 독서실
- 그때 그사건
- 라디오 기행
- 청소년 극장
- 연속낭독
- 소리100년 생활100년
- 2004~2008 ●사회교육국  보람이네 집 (재동엄마 역)
- 일일드라마  즐거운  우리집 (욱이엄마  역)
- 라디오 극장외  다수

### TV광고
- 한국타이어
- 스파크

### 한국영화
- 요가학원 (극중 성우 / 배우)

### KBS 다큐
- 김정일 특집

### 나레이션
- 연속낭독 - 다섯살배기 딸이 된 엄마

### 공연
- 1989~1990 현대극단 단원
- 1990~1992 국립극단 단원
- 넋씨
- 사로잡힌 영혼
- 물거품
- 소
- 검찰관
- 뮤지컬 88소년 홍길동
- 뮤지컬 스쿠르지
- 뮤지컬 가스펠
- 벚꽃동산
- 리투아니아
- 헤드웨이가의 유령
- 어떤 사람도 사라지지 않는다
- 창녀와 목사외 다수